# Sharon Gesthuizen
Sharon Maria Jacoba Gerarda Gesthuizen (Nijmegen, 23 januari 1976) is een Nederlands politica. Ze was van 2006 tot 2017 lid van de Tweede Kamer der Staten-Generaal voor de Socialistische Partij (SP). Na haar vertrek uit het parlement verliet ze de SP en werd ze lid van GroenLinks. Sinds 2021 is zij directeur van de kunsthogeschool Art & Design ArtEZ in Arnhem.

## Jeugd en studie
Gesthuizen groeide op in Millingen aan de Rijn en doorliep het Stedelijk Gymnasium Nijmegen. Ze werd opgeleid aan de Hogeschool voor de Kunsten in Arnhem (Vrije Kunst, HKA, onderdeel ArtEZ) en is lid van het bestuur van de Landelijke Studentenvakbond (LSVb) geweest. Tevens studeerde ze Rechtsgeleerdheid en Engels aan de Katholieke Universiteit Nijmegen. Beide studies heeft ze echter niet afgerond.

## Politieke loopbaan

### Kamerlidmaatschap
Gesthuizen was, voor zij volksvertegenwoordigster werd, kunstenares en zelfstandig ondernemer in videoproducties. Bij de Tweede Kamerverkiezingen van 22 november 2006 werd zij verkozen als lid met ruim 1500 voorkeurstemmen. Bij de Kamerverkiezingen van 9 juni 2010 werd zij herkozen met ruim 3300 voorkeurstemmen. Gesthuizen was in de Tweede Kamer voornamelijk actief op de gebieden economische zaken, asiel- en immigratiebeleid en justitie.
Als Kamerlid van de SP nam Gesthuizen in 2007 het initiatief tot het actieforum Red de Postbode. Ze was van mening dat de door het kabinet voorgenomen liberalisering van de postmarkt vooral tot concurrentie op arbeidsvoorwaarden zou gaan leiden, zoals de jaren daarvoor al het gevolg was geweest van eerdere liberaliseringen in de post- en andere sectoren.
In 2009 verdedigde Gesthuizen samen met SGP-collega Bas van der Vlies een gezamenlijke initiatiefwet tegen de uitbreiding van het aantal koopzondagen. De initiatiefwet kreeg echter onvoldoende steun in de Kamer en sneuvelde. De combinatie van deze twee partijen (SGP en SP) in een dergelijke samenwerking was opmerkelijk, evenals de combinatie van personen.
Om het kleinbedrijf te ondersteunen en dit binnen de SP positie te geven werkte Gesthuizen het plan Hart voor de Zaak (februari 2010) uit tot de SP-visie op ondernemen. In 2010 verdedigde Gesthuizen haar initiatiefnota Een nieuwe Nationale Investeringsbank. Met deze nota vroeg zij de Tweede Kamer een nationale investeringsbank op te richten, zoals Nederland die reeds eerder had gekend. Directe aanleiding voor de nota was de niet-aflatende stroom klachten van ondernemers over de banken die ten tijde van de kredietcrisis geen krediet wilden of konden verschaffen.
Op 18 februari 2010 veroorzaakte Gesthuizen een relletje door staatssecretaris Frank Heemskerk (PvdA) in een debat over de postmarkt uit te maken voor "leugenaar" omdat hij weigerde zich te distantiëren van een onderzoek van zijn ministerie waaruit bleek dat postbedrijven weinig last hadden van de opkomst van digitale communicatietechnologie, terwijl hij altijd had beweerd dat dit wél het geval was.
Tijdens een demonstratie van postbodes tegen PostNL op 22 maart 2012 werd Gesthuizen gearresteerd door de Haagse politie en vijf uur vastgezet op het politiebureau. Het dragen van een doodskist om de postbode symbolisch te begraven werd door een politiewoordvoerder als 'niet kies' bestempeld, omdat op de dag van de demonstratie in België slachtoffers van het busongeval in Sierre werden herdacht. Gesthuizen weigerde bij haar vrijlating een schikkingsvoorstel van 210 euro te betalen en wilde zich voor een rechter kunnen verantwoorden. Volgens SP-fractievoorzitter Emile Roemer was met de arrestatie de vrijheid van meningsuiting in het geding. Het OM besloot ruim 2,5 jaar later om de geplande rechtszaak te seponeren. Gesthuizen was daar om principiële redenen niet blij mee.

### Kandidaatstelling partijvoorzitterschap
Begin augustus 2015 stelde Gesthuizen zich kandidaat om Jan Marijnissen na 27 jaar op te volgen als partijvoorzitter. Marijnissen had begin dat jaar zijn vertrek aangekondigd. Zij nam het op tegen Ron Meyer, de kandidaat van het partijbestuur. Op het partijcongres in Utrecht op 28 november 2015 won Meyer deze verkiezing met 59 procent van de stemmen.

### Vertrek uit de politiek
Op 21 maart 2016 kondigde Gesthuizen haar vertrek uit de politiek aan. Ze stelde zich geen kandidaat voor de Tweede Kamerverkiezingen 2017 en verliet op  23 maart 2017 de Kamer.

## Latere loopbaan
Gesthuizen was van 2017 tot 2020 voorzitter van de Branchevereniging Maatschappelijke Kinderopvang (BMK). Ze was van 2017 tot 2021 voorzitter van de stichting AFNL-NOA, een belangenorganisatie van aannemers en onderaannemers. Gesthuizen was van 2018 tot 2021 jurylid van de Anne Vondelingprijs. Van 2016 tot 2021 was ze toezichthouder voor de Hogeschool voor de Kunsten Utrecht. In april 2021 werd zij directeur van Art & Design Kunsthogeschool ArtEZ in Arnhem.  
In oktober 2018 maakte Gesthuizen bekend dat ze haar lidmaatschap van de SP had opgezegd en inmiddels lid was geworden van GroenLinks. Later werd zij tevens lid van de Partij van de Arbeid, uit steun voor meer samenwerking tussen GroenLinks en PvdA.

## Televisieoptreden
In de zomer van 2013 deed Gesthuizen mee aan de televisiequiz De Slimste Mens. Ze hield het zes afleveringen vol.

## Boeken
Op 5 september 2017 publiceerde ze haar boek Schoonheid Macht Liefde. In het leven en de politiek, waarin ze forse kritiek levert op de volgens haar harde cultuur binnen de SP, met name als het gaat om Jan Marijnissen en Agnes Kant. Ook intern discussiëren over belangrijke zaken of kritiek uiten op de leiding, zo schrijft zij, is buitengewoon ongemakkelijk. Zij spreekt zelfs van een elitevorming binnen de partij.
Op 11 februari 2021 verscheen haar kinderboek Piraten, dieren, bejaarden - wat stem jij? over de democratie en politiek. Gesthuizen schreef en illustreerde het boek zelf.

## Persoonlijk
Gesthuizen heeft een dochter.